# Keswick, Iowa
Keswick är en ort i Keokuk County i Iowa. Vid 2010 års folkräkning hade Keswick 246 invånare.